# Sedum alpestre
El pampajarito alpino (Sedum alpestre) es una especie de la familia de las crasuláceas.

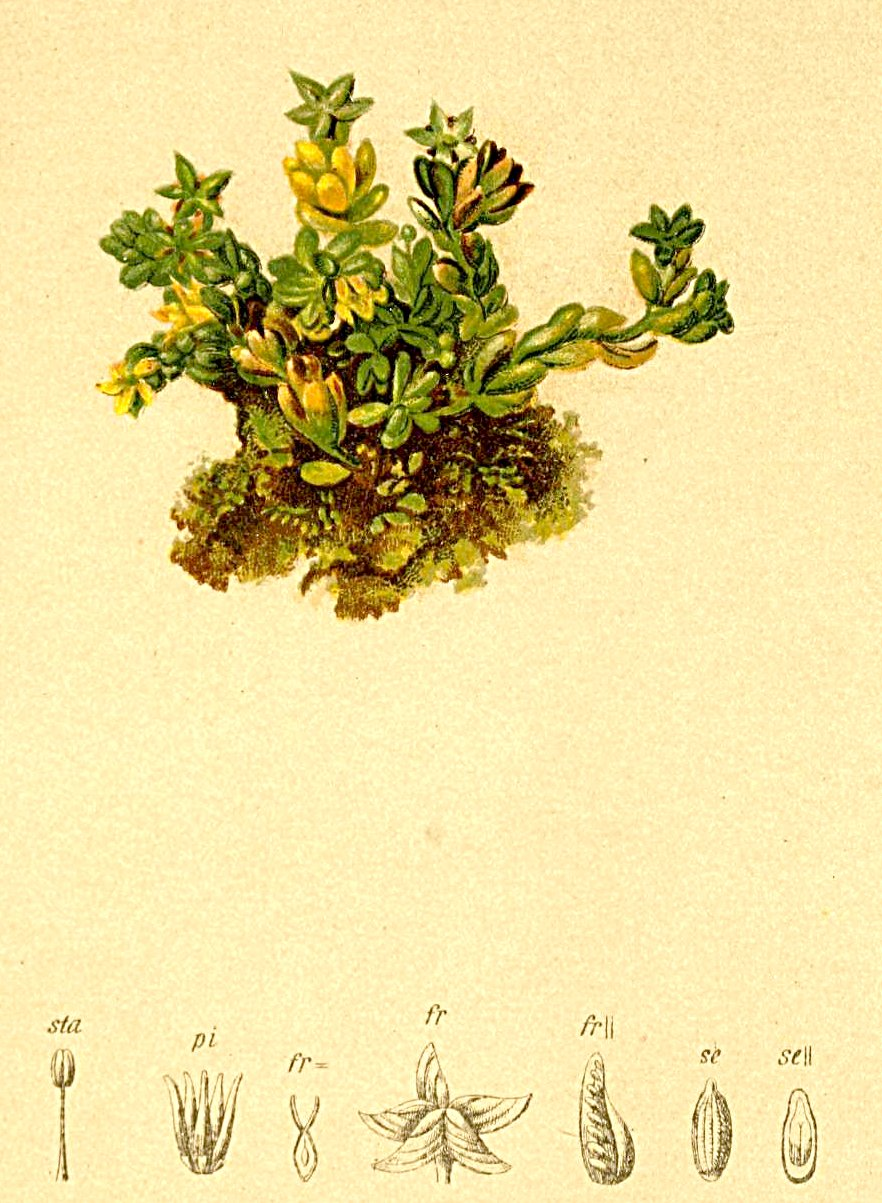
Ilustración

## Descripción
Es una planta perenne o perennante, glabra, verdosa. Raíz principal ± desarrollada, además de numerosas raíces finas. Tallos de hasta 10 cm, erectos, ramificados 1-2 veces; renuevos estériles numerosos. Hojas (2)4-5,5 mm de longitud, de oblongo-elípticas a ovadas, obtusas, de sección subcircular, con un corto espolón, de verdosas a rojizas. Inflorescencia en cimas terminales, cortas, densas,formadas por 1-2(4) ramas con (1)3-5(7) flores cada una. Flores pentámeras. Sépalos 2-3 mm, soldados en la base, oblongos u ovales, obtusos o redondeados en el ápice, verdosos. Pétalos 3,5-4 mm, de hasta 1,5 veces más largos que los sépalos, libres, oblongo-lanceolados, subagudos, débilmente amarillos, manchados frecuentemente con líneas rojizas. Estambres 10; anteras amarillas. Folículos patentes en estrella, con dos alas laterales, de color rojo obscuro. Semillas apiculadas, con testa reticulada, a veces con cortas papilas, de color pardo obscuro. Tiene un número de cromosomas de 2n = 16*.

## Distribución y hábitat
Se encuentra en pastos en pedregales, grietas de roca, generalmente sobre suelos con innivación prolongada y pobres en bases, a una altitud de 1800-3250 metros en el C y Sur de Europa. Pirineos orientales y centrales, más cordillera Cantábrica.

## Taxonomía
Sedum alpestre fue descrita por Dominique Villars y publicado en Prosp. Hist. Pl. Dauphiné 49. 1779
Etimología
Ver: Sedum
alpestre: epíteto latino que significa "crece en los bajos de las montañas".
Sinonimia
- Sedum erythraeum Griseb.
- Sedum repens Schleich. ex DC.
- Sedum saxatile All.[4]